# Массип, Хосе
Хосе́ Масси́п (исп. José Massip; 28 июня 1928, Гавана, Куба — 8 февраля 2014, там же) — кубинский кинорежиссёр, сценарист, театральный и кинокритик.

## Биография
Окончил Гаванский и Гарвардский университеты. Писал стихи, литературоведческие статьи, рецензии на фильмы и спектакли. Один из организаторов и руководитель отделов кино и литературы общества «Нуэстро тьемпо» (исп. Nuestro tiempo). В 1956 году приступил к работе над фильмом «Времена молодости Марти», который закончил только в 1959 году. Был в числе основателей ИКАИКа. Председатель секции кино, радио и телевидения Союза писателей и художников Кубы. Дебютировал в игровом кино в 1964 году («Решение»).

## Избранная фильмография

### Режиссёр
- 1960 — Почему родилась повстанческая армия /
- 1962 — Учитель из Силантро /
- 1962 — Мы пришли во имя любви /
- 1962 — История одного балета / Historia de un ballet
- 1964 — Решение / La decisión
- 1968 — Наша олимпиада в Гаване /
- 1969 — Мадиа-Боэ / Madina-Boe
- 1971 — Гвинея /
- 1972 — Страницы из дневника Хосе Марти / Páginas del diario de José Martí
- 1973 — Лаос: четыре репортажа после войны / Laos: cuatro reportajes después de la guerra
- 1974 — 15-я годовщина /
- 1976 — Волейбол в Лос-Анджелесе /
- 1977 — Шестая часть мира / (с другими режиссёрами)
- 1978 — Ангола: победа надежды / Angola: Victory of Hope
- 1979 — История Эль Мегано /
- 1985 — Барагуа / Baragua

### Сценарист
- 1955 — Эль Мегано / El mégano
- 1961 — Молодые бунтари / El joven rebelde
- 1962 — История одного балета / Historia de un ballet
- 1972 — Страницы из дневника Хосе Марти / Páginas del diario de José Martí

## Награды
- 1963 — главная премия кинофестиваля в Лейпциге («История одного балета»)
- 1968 — приз ФИПРЕССИ кинофестиваля в Лейпциге («Мадиа-Боэ»)
- 1976 — приз ФИПРЕССИ кинофестиваля в Лейпциге («Ангола: победа надежды»)